# RS Lilcora
RS Lilcora este un club de fotbal din Chișinău, Republica Moldova, care în prezent evoluează în Divizia "A".
Clubul a fost fondat în anul 2009 prin fuziunea a două cluburi, Real-Succes Hîrtopul Mare și Lilcora.

## Istoric
Clubul amator Lilcora a fost înființat în 2002, dar s-a remarcat abia în sezonul 2008/2009 când a câștigat campionatul regional al Chișinăului. Clubul FC Real-Succes, a fost fondat în 2008 în satul Hîrtopul Mare și a evoluat un sezon în Divizia "B" Centru. După fuziunea dintre FC Real-Succes și Licora din 2009, noua echipă, RS Lilcora a debutat în sezonul 2009–10 în Divizia "A", unde evoluează până în prezent. În sezonul 2009–10 echipa a câștigat dreptul de a promova în Divizia Națională, însă a refuzat acest lucru.

## Istoric evoluții
| Sezon   | Div.        | Poz.  | M  | V  | R | Î  | GM | GP | P  | Cupă           | Europa | Europa |  | Antrenor                   |
| ------- | ----------- | ----- | -- | -- | - | -- | -- | -- | -- | -------------- | ------ | ------ |  | -------------------------- |
| 2009–10 | Divizia "A" | 2/16  | 30 | 22 | 6 | 2  | 77 | 32 | 72 | 1/4 de finală  | —      | —      |  |                            |
| 2010–11 | Divizia "A" | 6/15  | 28 | 14 | 6 | 8  | 55 | 38 | 48 | 1/4 de finală  | —      | —      |  |                            |
| 2011–12 | Divizia "A" | 13/16 | 30 | 6  | 8 | 16 | 36 | 56 | 26 | 1/4 de finală  | —      | —      |  | Vlad Copot                 |
| 2012–13 | Divizia "A" | 14/15 | 28 | 4  | 4 | 20 | 26 | 67 | 16 | 1/16 de finală | —      | —      |  | Vlad Copot Sergiu Chirilov |
| 2013–14 | Divizia "A" | 9/14  | 24 | 7  | 6 | 11 | 31 | 45 | 27 | 1/8 de finală  | —      | —      |  | Ilie Vieri                 |
| 2014–15 | Divizia "A" | 11/12 | 22 | 3  | 6 | 13 | 19 | 46 | 15 | 1/32 de finală | —      | —      |  | Vitalie Mardari            |